# Österreichischer Rechtsanwaltskammertag
Der Österreichische Rechtsanwaltskammertag (ÖRAK) ist als Dachorganisation der neun Rechtsanwaltskammern in Österreich zur Wahrung der Rechte und Angelegenheiten der österreichischen Rechtsanwaltschaft in ihrer Gesamtheit sowie zu ihrer Vertretung berufen. Der ÖRAK ist eine Körperschaft öffentlichen Rechts.

## Geschichte
Um mehr Einfluss zu erlangen und die Mitglieder besser vertreten zu können und sich abzustimmen, schlossen sich die einzelnen österreichischen Advokaten-Kammern (Rechtsanwaltskammern) zusammen und initiierten den Österreichischen Advokatentag (politischer Verein), welcher erstmals im Oktober 1875 in Wien stattfand. Dabei wurde die Schaffung einer ständigen Deputation beschlossen. Der dritte Advokatentag fand 1877 in Graz statt, der vierte Advokatentag 1878 in Brünn.
Aus diesen Advokatentagen entwickelte sich über die „Ständige Delegation der österreichischen Advokatenkammer“ (1922, einem Gesamtausschuss aller Advokatenkammern, bestehend aus den einzelnen Präsidenten und einer Anzahl Delegierter) die „Ständige Vertreterversammlung der Rechtsanwaltskammer Österreichs“ (StVV), welche in den Verein „Österreichischer Rechtsanwaltskammertag“ umgewandelt wurde.
Am 29. September 1972 konstituiert sich der Österreichische Rechtsanwaltskammertag in Innsbruck als Verein und wird am 8. November 1973 eine Körperschaft öffentlichen Rechts. Zum Präsidenten wird Walter Schuppich gewählt, was er die nächsten 20 Jahre auch bleibt.
Zur Liberalisierung des Zugangs zum Rechtsanwaltsberuf wird am 2. März 1978 das Doktorat als Voraussetzung für die Zulassung zum Anwaltsberuf abgeschafft. Durch das EWR-Rechtsanwaltsgesetz, welches am 1. Jänner 1994 in Kraft trat, erfolgte ein weiterer Liberalisierungsschritt. Anpassungen und Modernisierungen brachte sodann auch das Rechtsanwalts-Berufsrechts-Änderungsgesetz, u. a. wurde die Ausübung der Rechtsanwaltschaft in der Form einer Gesellschaft mit beschränkter Haftung (GmbH) erlaubt. In weiterer Folge wurde es den Rechtsanwälten auch erstmals gestattet, Werbung zu betreiben (ab 1. Oktober 2001). 
Mit der Berufsrechtsnovelle vom 1. Jänner 2010 wurden Rechtsanwaltsanwärter als Mitglieder in die jeweilige Rechtsanwaltskammer aufgenommen.

## Aufbau
Die Körperschaft setzt sich aus den neun Rechtsanwaltskammern Österreichs zusammen und ist, soweit die österreichische Rechtsanwaltschaft in ihrer Gesamtheit oder über den Wirkungsbereich einer einzelnen Rechtsanwaltskammer hinaus betroffen ist, zur Wahrung ihrer Rechte und Angelegenheiten sowie zu ihrer Vertretung berufen. Die Organe des ÖRAK sind die Vertreterversammlung, der Präsidentenrat und das Präsidium. Das ÖRAK-Generalsekretariat befindet sich in Wien. 
- Der Präsident des Österreichischen Rechtsanwaltskammertages vertritt den ÖRAK nach außen und vollzieht die Beschlüsse der Vertreterversammlung, des Präsidentenrates und des Präsidiums. Im Verhinderungsfall oder auf Ersuchen des Präsidenten wird dieser durch den von ihm beauftragten, mangels einer solchen Beauftragung durch den nach der Geschäftsordnung des ÖRAK zuständigen Präsidenten-Stellvertreter vertreten.

- Das Präsidium des ÖRAK besteht aus dem Präsidenten und den drei Präsidenten-Stellvertretern. Dem Präsidium obliegen in Gesamtverantwortung alle Aufgaben, die nicht der Vertreterversammlung oder dem Präsidentenrat vorbehalten sind. Der Präsident und seine Stellvertreter werden von der Vertreterversammlung für eine Amtszeit von drei Jahren gewählt.

- Der Präsidentenrat besteht aus den Präsidenten der einzelnen Rechtsanwaltskammern. Den Vorsitz im Präsidentenrat führt für jeweils sechs Monate eine Rechtsanwaltskammer. Dem Präsidentenrat obliegen die Festlegung der Grundsätze der Standespolitik und der von der österreichischen Rechtsanwaltschaft zu verfolgenden Rechtspolitik und die Überwachung der Tätigkeit des Präsidiums. Mitglieder sind die Präsidenten der neun Rechtsanwaltskammern.

- Die von den Ausschüssen der Rechtsanwaltskammern entsendeten Delegierten bilden die Vertreterversammlung. Die Vertreterversammlung beschließt das Budget und erlässt Richtlinien gemäß § 37 RAO. Sie wählt den ÖRAK-Präsidenten, seine drei Stellvertreter und die Rechnungsprüfer des Österreichischen Rechtsanwaltskammertages. Die Anzahl der Delegierten hängt von der Anzahl der Mitglieder der jeweiligen Rechtsanwaltskammer ab. Je angefangene 150 Mitglieder steht der Rechtsanwaltskammer ein Delegierter zu.

Von September 2011 bis 22. September 2022 war Rupert Wolff Präsident des ÖRAK. Seit dem 23. September 2022 ist Präsident der bisherige Stellvertreter Armenak Utudjian und Rupert Wolff wurde zum Ehrenpräsidenten ernannt (weitere Ehrenpräsidenten sind: Klaus Hoffmann und Gerhard Benn-Ibler). Stellvertreter sind Petra Cernochova, Rupert Manhart und Marcella Prunbauer-Glaser. Zum 31. Dezember 2024 waren in Österreich 7.138 Anwälte (105 davon sind niedergelassene europäische Rechtsanwälte) eingetragen und vom ÖRAK vertreten.

## Aufgaben
Zu den Aufgabengebieten zählt neben aktiver Gesetzesbegutachtung und der Beschlussfassung über Standesrichtlinien auch die Erstellung des jährlichen Wahrnehmungsberichtes (§ 55 RAO). Außerdem führt der ÖRAK das Anwaltsverzeichnis und ist Herausgeber des Anwaltsblattes, veranstaltet regelmäßige Tagungen wie den Österreichischen Anwaltstag und lädt zur jährlichen Europäischen Präsidentenkonferenz nach Wien. Innovationen wie der elektronische Rechtsverkehr, der Anwaltsausweis mit digitaler Signatur oder das digitale Urkundenarchiv „Archivium“ gehören ebenso zu den Serviceleistungen wie die Einrichtung einer österreichweiten Bereitschaftsdienst-Hotline für festgenommene Beschuldigte (siehe auch Rechtsanwaltlicher Bereitschaftsdienst).

## ÖRAK und Europa
Als Mitglied des CCBE (Conseil des Barreaux de la Communauté Europeénne) ist der ÖRAK mitgestaltend an der Entwicklung des anwaltlichen Berufsrechtes in der EU beteiligt, aber auch in die Beratung der europäischen Rechtssetzung einbezogen. Seit mehreren Jahren verfügt der ÖRAK über eine eigene Vertretung in Brüssel.